# 東京すずらん通り連合会
東京すずらん通り連合会（とうきょうすずらんどおりれんごうかい）は、商店街組合の連合会である。
東京都内にある「すずらん通り」と呼称される20箇所の商店街のうち、6箇所が加盟（内1カ所休会中）している。都内広域連携イベントを開催するなど、活動している。

## 加盟する商店街
加盟商店街（組合）および所在地について。
- 銀座すずらん通り商店街 - 銀座5丁目番（中央通り西側）
- 神田すずらん通り商店街振興組合 - 神田神保町1丁目（駿河台下交差点-白山通り間）[1]
- 経堂商店街振興組合（経堂すずらん商店街） - 世田谷区経堂2丁目と宮坂3丁目（小田急線経堂駅北口）[2]
- 南阿佐ヶ谷すずらん通り商店街振興組合（休会中） - 杉並区阿佐谷南1丁目9-13番地[3]
- 荻窪すずらん通り商店街 - 杉並区荻窪5丁目と南荻窪4丁目
- 立川南口すゞらん通り商店街振興組合 - 立川市綿町1-2丁目と柴崎町3丁目